# ديان غلدار
ديان غلدار (بالكرواتية: Dejan Godar)‏ هو لاعب كرة قدم كرواتي في مركز الوسط، ولد في 19 مايو 1978 في سوبتيتسا في صربيا. لعب مع إنتر زابرشيتش وسبارتاك سوبتيتسا ونادي أوسييك ونادي روفانييمن بالوسورا ونادي فويفودينا.

## وصلات خارجية
- ديان غلدار على موقع قاعدة بيانات كرة القدم.إي يو (الإنجليزية)